# Râul Tâmpa, Mureș
Râul Tâmpa sau Râul Tâmpu este un curs de apă, afluent al râului Mureș. 

## Hărți
- Harta județului Hunedoara